# Thryonomys gregorianus
Thryonomys gregorianus är en däggdjursart som först beskrevs av Thomas 1894.  Thryonomys gregorianus ingår i släktet Thryonomys och familjen rörråttor. IUCN kategoriserar arten globalt som livskraftig. Det svenska trivialnamnet mindre sockerrörsråtta förekommer för arten.
Inga underarter finns listade i Catalogue of Life. Wilson & Reeder (2005) skiljer mellan två underarter.

## Utseende
Arten är med en kroppslängd (huvud och bål) av cirka 38 cm, en svanslängd av ungefär 9 cm och en vikt av 2,65 till 7,5 kg mindre än rörråttornas andra medlem. Den borstiga pälsen på ovansidan har en gråbrun till gulbrun färg, undersidan är vitaktig. På den korta svansen förekommer främst fjäll samt några hår mellan fjällen. Svansen är bara lite längre än de utsträckta bakbenen medan Thryonomys swinderianus har en tydlig längre svans. Dessutom har honor av den mindre rörråttan bara två par spenar och honor av den större arten tre par. Thryonomys gregorianus har korta avrundade öron som huvudsakligen är gömda i pälsen. Båda arter inom familjen har en förminskad tumme och lillfinger vid framtassen och de saknar stortå vid bakfoten.

## Utbredning och habitat
Denna gnagare förekommer i östra Afrika från Sydsudan till Zimbabwe. Arten når i bergstrakter 2600 meter över havet. Habitatet utgörs av fuktiga gräsmarker eller områden med träd eller buskar.

## Ekologi
Individerna är främst aktiva på natten men kan även vara dagaktiv. De lever vanligen ensam eller i små flockar.
Flocken kan ha upp till 12 medlemmar och reviret är oftast 3000 till 4000 m² stort. Hanar strider ibland mot varandra om en bättre plats i hierarkin. De pressar nosen mot varandra och när en individ vikar sig flyttar den starkare individen stjärten framåt och slår den underlägsna individen ur balansen.
Thryonomys gregorianus äter främst gräs, stjälkar och andra gröna växtdelar. Dessutom ingår rotfrukter, frön, frukter, bark, nötter och grönsaker i födan. Arten äter ibland sin egen avföring för att förbättra ämnesomsättningen (koprofagi).
Fortplantningen sker främst under regntiden och så kan honor ha två kullar per år. Dräktigheten varar ungefär tre månader och sedan föds 2 eller 3 ungar. Ungarna kan gå kort efter födelsen och de växer fort. Efter cirka ett år är ungarna könsmogna. Under goda förhållanden kan Thryonomys gregorianus leva tre år.

## Thryonomys gregorianus och människor
Denna gnagare jagas för köttets skull och den är liksom den andra rörråttan mycket vanlig på afrikanska marknader. Rörråttor uppfödas även i fångenskap.
Vilda individer som hämtar sin föda från odlade områden betraktas som skadedjur.